# Zuiderburen (Hempens)
Zuiderburen (Fries: Suderbuorren) is een voormalige buurtschap in de gemeente Leeuwarden, in de Nederlandse provincie Friesland. De plaats lag aan de straat Suderbuorren, die tegenwoordig binnen de bebouwde kom van het dorp Hempens.

## Status
De precieze status van de nederzetting is onduidelijk. De plaats werd tot en met 2009 en van 2014 tot en met 2017 op de kadasterkaart aangegeven. De Nieuwe encyclopedie van Fryslân gaf de buurtschap aan in 2016, hoewel gebaseerd op oudere bronnen. De gemeente Leeuwarden zelf sprak al veel eerder van een 'verdwenen' buurtschap. De wijk Zuiderburen van de stad Leeuwarden, waar Hempens deel van uit maakt, is vernoemd naar de buurtschap.

## Geschiedenis
De plaats werd onder andere vermeld als Zuyder Buiren rond 1700, als Zuider Buiren in 1718 en als Zuiderburen en Suiderburen in de 19e eeuw. Van der Aa meldt in diens Aardrijkskundig Woordenboek der Nederlanden uit het midden van de 19e eeuw dat de plaats zou zijn verdwenen. De vijf huizen waaruit de buurtschap zou bestaan hebben zouden zijn gesloopt.. De plaatsnaam verdween echter niet.
Aan de straat ligt onder meer een amfitheater aan de Nauwe Greuns.

## Hiddema State
Net ten zuiden van de nederzetting lag de Hiddema State, een stins die mogelijk in de 13e eeuw gebouwd werd. Twee zusters van de Hiddemastate zouden in de 13e eeuw een kerk hadden gesticht ter ere van St. Marten. Het is niet bekend wanneer de Hiddema State is verdwenen. Mogelijk al voor 1700. In de Schotanusatlas uit 1718 werd op de plek van de stins een ruïne weergegeven. In 1960 werd er door de toenmalige bewoner een 4 meter diepe put gevonden met daarin 8 kogelpotten uit de 12e eeuw gevonden. De boerderij is later een stalhouderij geworden met een camping.
Steden, dorpen en gehuchten: Aegum · Baard · Beers · Britsum · Cornjum · Finkum · Friens · Goutum · Grouw · Hempens · Hijlaard · Hijum · Huins · Idaard · Irnsum · Jellum · Jelsum · Jorwerd · Leeuwarden · Lekkum · Lions · Mantgum · Miedum · Oosterlittens · Oude Leije · Roordahuizum · Snakkerburen · Stiens · Swichum · Teerns · Warstiens · Wartena · Warga · Weidum · Wirdum · Wytgaard

Buurtschappen: Abbengawier · Angwier · Baardburen · Bartlehiem (deels) · Barrahuis · De Hem · Domwier · Fons · Groote Bontekoe · Gotum · Hezens · Horne · Hofland · Hoptille · Marwird · Midsburen · Naarderburen · Noordend · Oude Schouw (deels) · Rewerd (deels) · Schillaard · Schrins · Tichelwerk · Tjaard · Tjeintgum · Truurd · Tsienzerburen · Vensterburen · Vierhuis · Wammerd · Wiel · Wieuwens · Wilaard · Zuiderburen · Zuiderend

Voormalige buurtschappen: De Drie Romers · Hoek

Friesland: Steden en dorpen      Nederland: Provincies · Gemeenten